# Hespera abdominalis
Hespera abdominalis là một loài bọ cánh cứng trong họ Chrysomelidae. Loài này được Wang in Wang & Yu miêu tả khoa học năm 1997.